# Oval Office

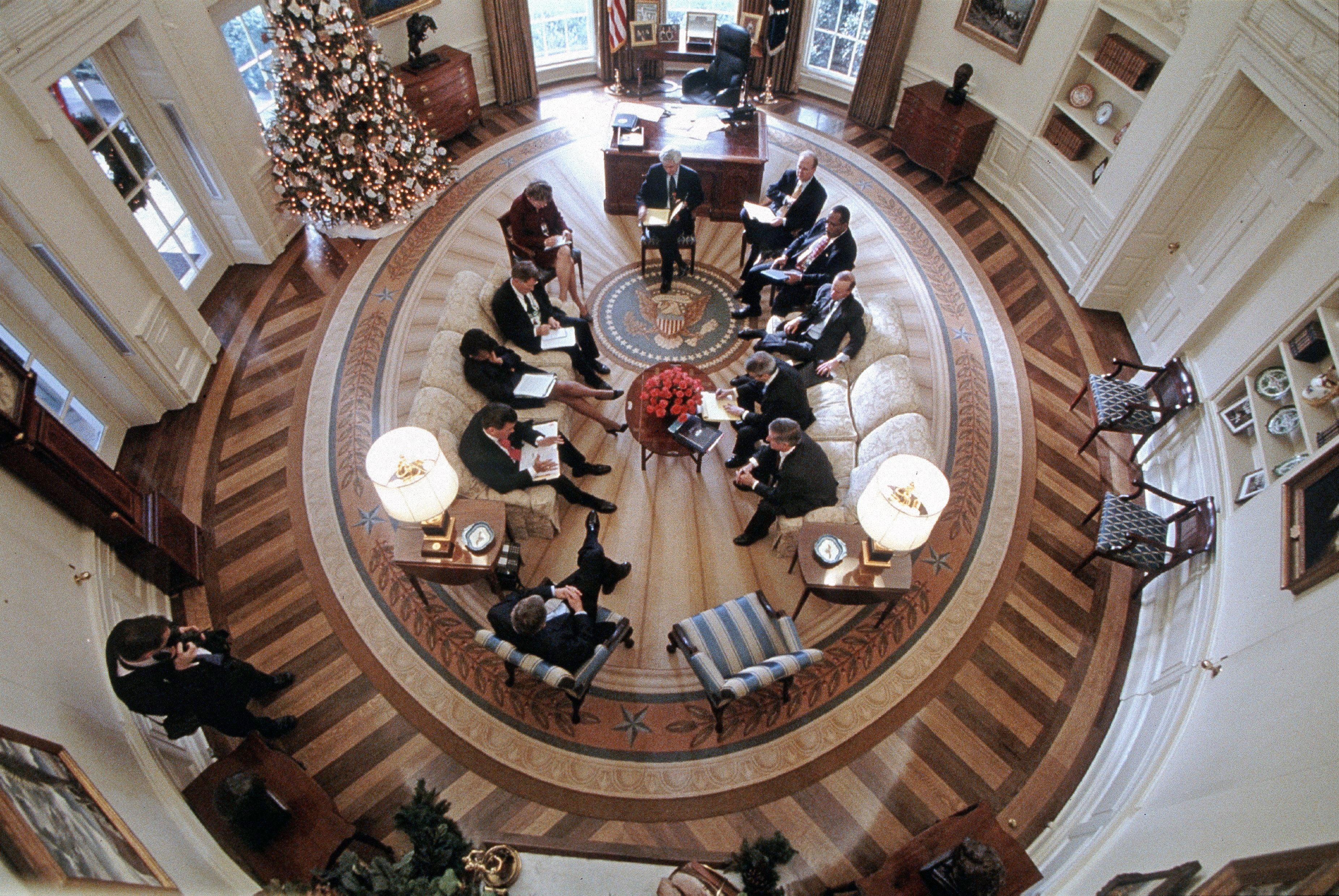
Oval Office von oben

Das Oval Office ist das Büro des Präsidenten der Vereinigten Staaten von Amerika. Es befindet sich im westlichen Flügel des Weißen Hauses und hat seinen Namen von der ovalen Form des Raumes. Vorbild für diese Form sind die ovalen Räume auf den drei Etagen der Südseite des Weißen Hauses.

## Abmessungen

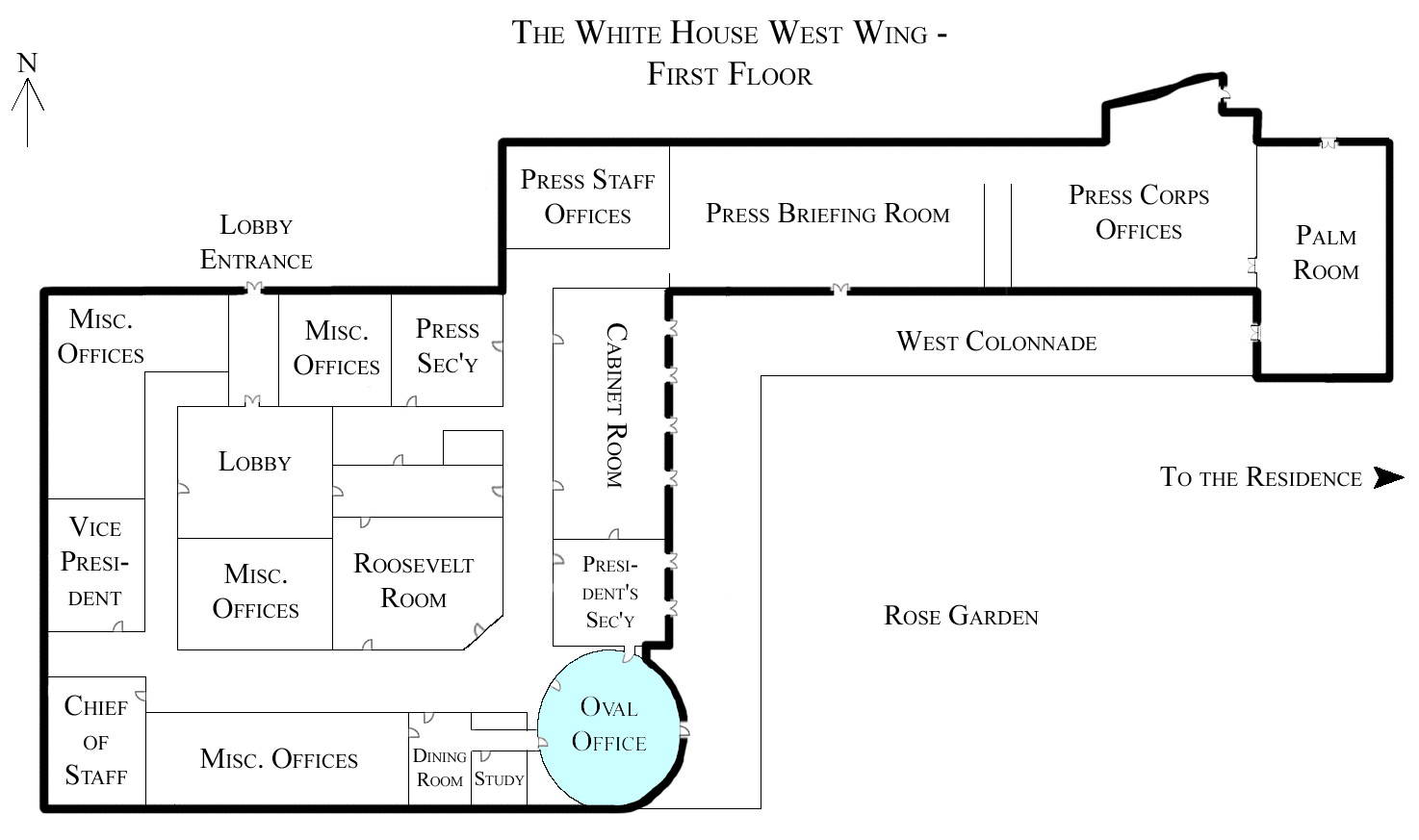
Lageplan

Das Oval Office misst 10,9 Meter in der Längs- sowie 8,8 Meter in der Querachse und weist eine Deckenhöhe von 5,6 Metern auf. Der Ausblick nach Süden wird durch drei große Fenster hinter dem Präsidentenschreibtisch ermöglicht. An der Nordseite des Raums befindet sich ein Kamin.
Die östliche Tür des Oval Office führt in den Rosengarten des Weißen Hauses. Hinter der westlichen Tür liegen die private Küche und das Arbeitszimmer des Präsidenten. Nach Nordwesten kann man das Oval Office in Richtung Hauptflur des Westflügels verlassen. Im Nordosten schließt sich das persönliche Sekretariat des Präsidenten an, hinter dem der Cabinet Room liegt.

## Inneneinrichtung

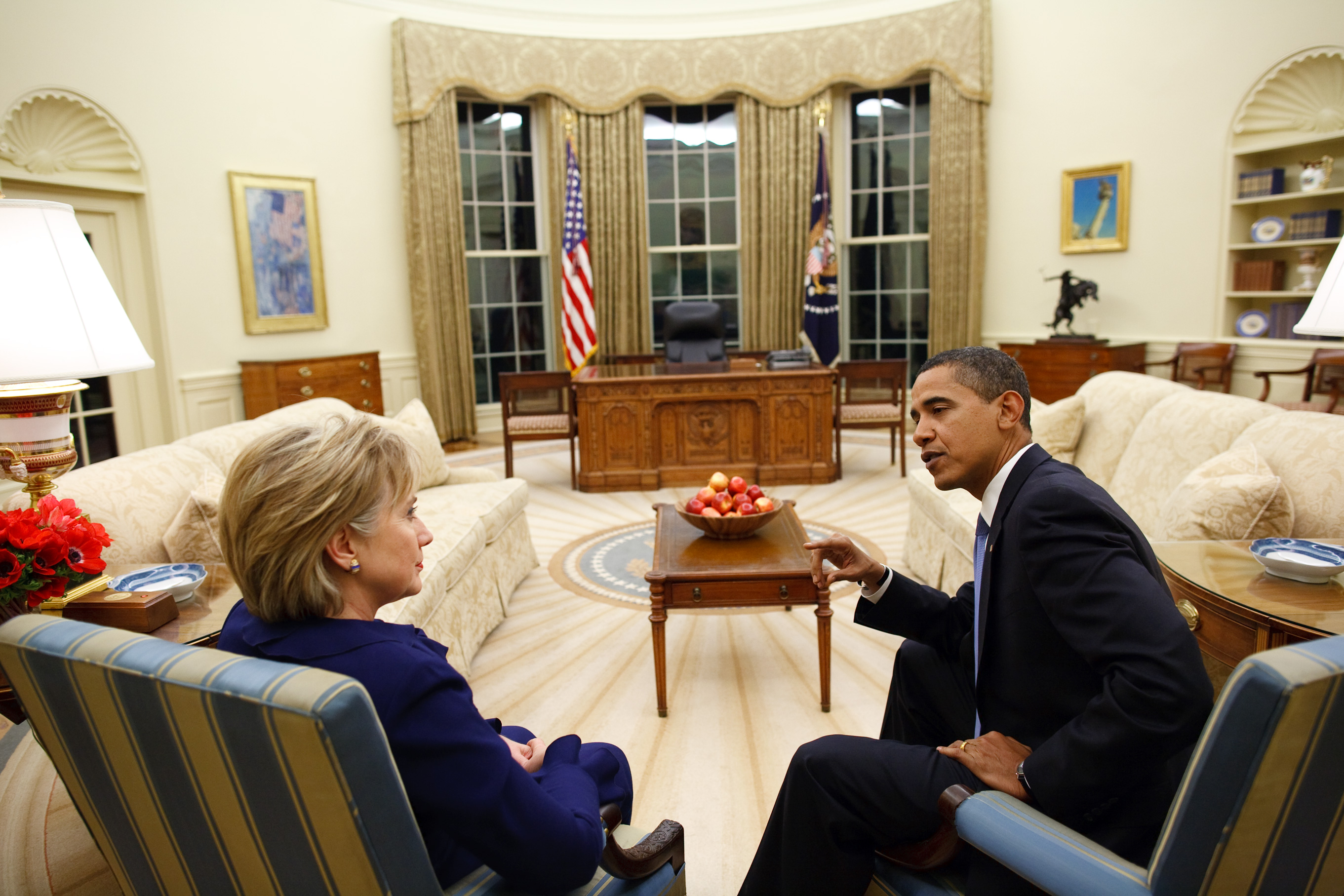
Barack Obama mit Hillary Clinton im Oval Office, 27. Januar 2009

Üblicherweise wechselt die Inneneinrichtung des Oval Office mit jeder neuen Regierung; Teppich, Vorhänge, Gemälde und Möbel werden ausgetauscht. Wenn ein neuer Präsident das Amt übernimmt, wählt er einen Teppich aus einer früheren Regierung aus, bis sein eigener Entwurf angefertigt ist. Die Ausgestaltung des Raumes wird hauptsächlich von der First Lady koordiniert und durch Spendengelder finanziert.
Ein seit 1961 von fast allen Präsidenten (mit Ausnahme von Lyndon B. Johnson, Richard Nixon und Gerald Ford) verwendeter Schreibtisch wird als „Resolute Desk“ bezeichnet, da er aus jenem Holz hergestellt ist, das nach der Demontage des britischen Polarforschungsschiffs HMS Resolute im Jahre 1879 übrig blieb. Der Schreibtisch war ein Dankesgeschenk der britischen Königin Victoria an die Vereinigten Staaten: Im Jahr 1855 hatten amerikanische Walfänger die im Polareis steckengebliebene Resolute geborgen, und das Schiff war nach seiner Reparatur der britischen Krone zurückgegeben worden.

## Geschichte

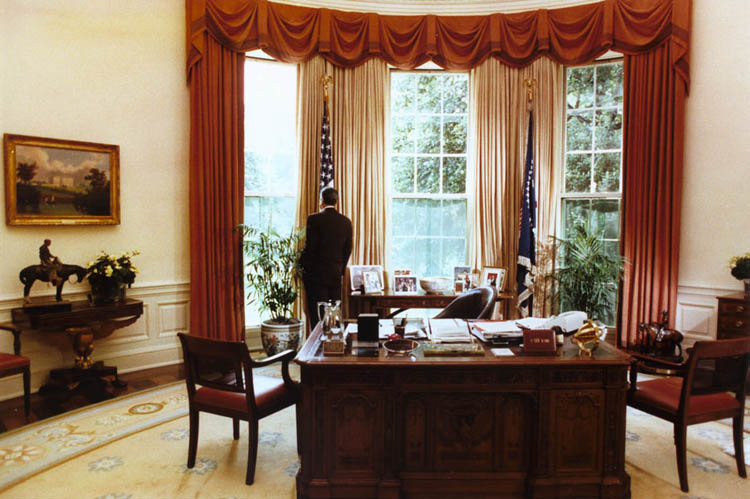
Ronald Reagan im Oval Office (1984)

Das erste Oval Office im Weißen Haus wurde im Auftrag von US-Präsident Taft entworfen und 1909 im Zentrum des Westflügels eingerichtet. Dadurch war es näher am Alltagsgeschäft der Mitarbeiter, die im Westflügel Büros hatten. Tafts Amtsvorgänger hatten ihre Arbeitszimmer im Hauptbau gehabt.
Das Office wurde 1929 bei einem Brand zerstört und dann nach Vorgaben des damaligen Präsidenten Herbert Hoover umgebaut.
Als Franklin D. Roosevelt 1933 US-Präsident wurde, störte ihn diese zentrale Lage des Raumes. Das Oval Office hatte keine Fenster, sondern nur ein Oberlicht. Roosevelt ließ das Oval Office 1934 in die südöstliche Ecke des Westflügels verlagern. Er sah darin den Vorteil, dass er sich zwischen dem Westflügel und dem zentralen Bereich des Weißen Hauses bewegen konnte, ohne von Mitarbeitern im Westflügel gesehen zu werden. Roosevelt war es unangenehm, in seinem Rollstuhl gesehen zu werden. Der Architekt Eric Gugler entwarf Roosevelts neues Büro.

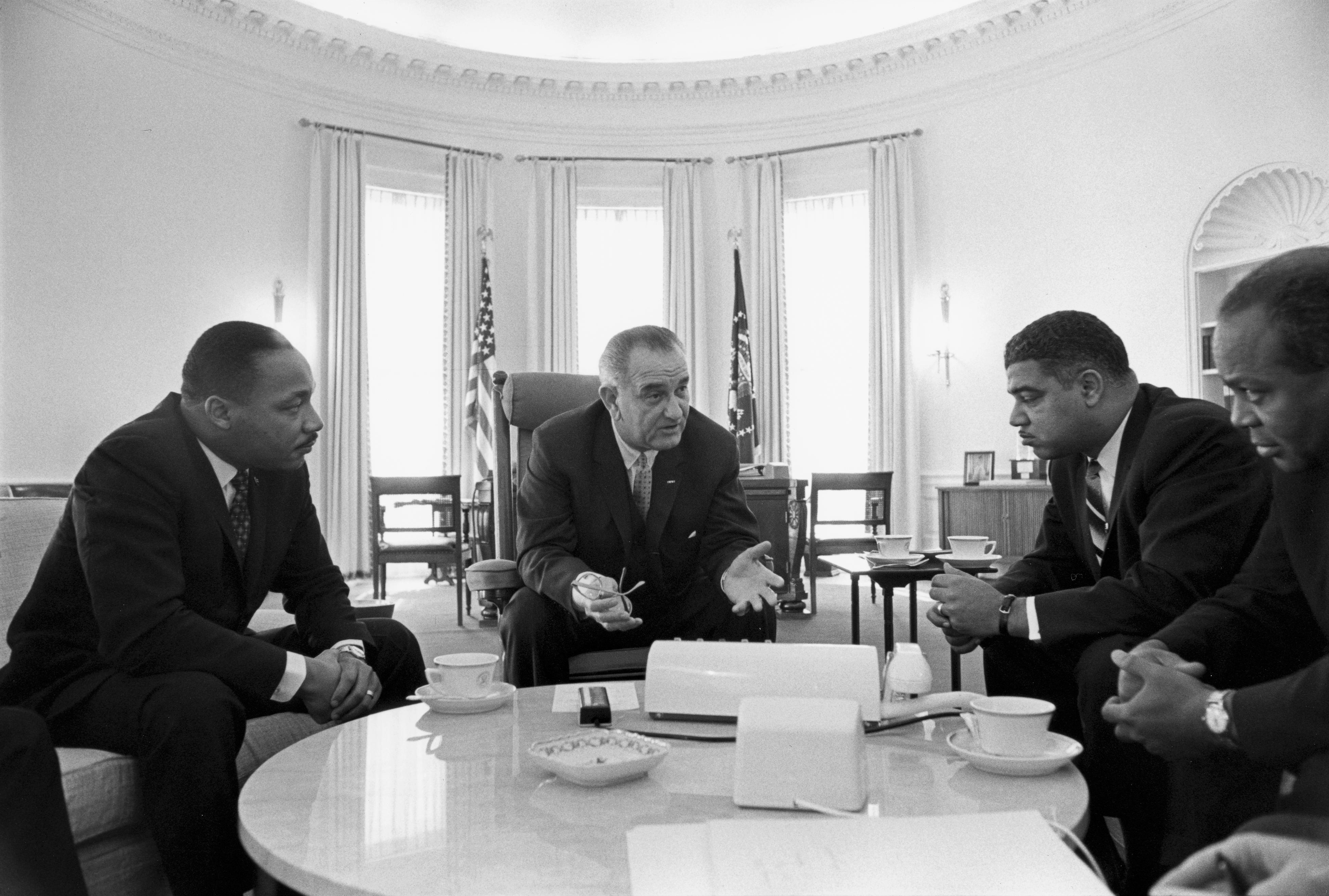
1960er-Jahre: US-Präsident Johnson (Mitte) bespricht sich im Oval Office mit Vertretern des Civil Rights Movement (links im Bild Martin Luther King).

Über die Jahre ist das Oval Office zu einem Symbol der US-Präsidentschaft geworden, nicht zuletzt dadurch, dass der öffentlich wahrgenommene Charakter des Raumes als Machtzentrum durch den Einfluss der Massenmedien kontinuierlich bestärkt wurde – Bilder eines kleinen John F. Kennedy Jr. im Büro seines Vaters, eines Richard Nixon im Telefongespräch mit Astronauten von Apollo 11 nach deren erster Mondlandung, Ronald Reagans Ansprache nach der Challenger-Katastrophe oder die Rede von George W. Bush nach den Terroranschlägen vom 11. September 2001 gingen in das kollektive Gedächtnis vieler Gesellschaften ein.
Seit 1934 hatte das Oval Office vier unterschiedliche Fußböden. Der erste war aus Kork gefertigt. Präsident Dwight D. Eisenhower war begeisterter Golfer und beschädigte den Boden mit den Spikes seiner Golfschuhe. Präsident Johnson ließ in den 1960er Jahren Linoleum verlegen. Präsident Reagan ließ 1982 einen Parkettboden aus Kiefern- und Eichenholz in Wagenradmuster verlegen. George W. Bush ließ den Fußboden im August 2005 erneuern, das Parkett hat fast dasselbe Muster wie zuvor.
Donald Trump ließ das Oval Office 2025 nach seinem zweiten Amtsantritt prunkvoll umgestalten.

## Das Oval Office in der Kultur

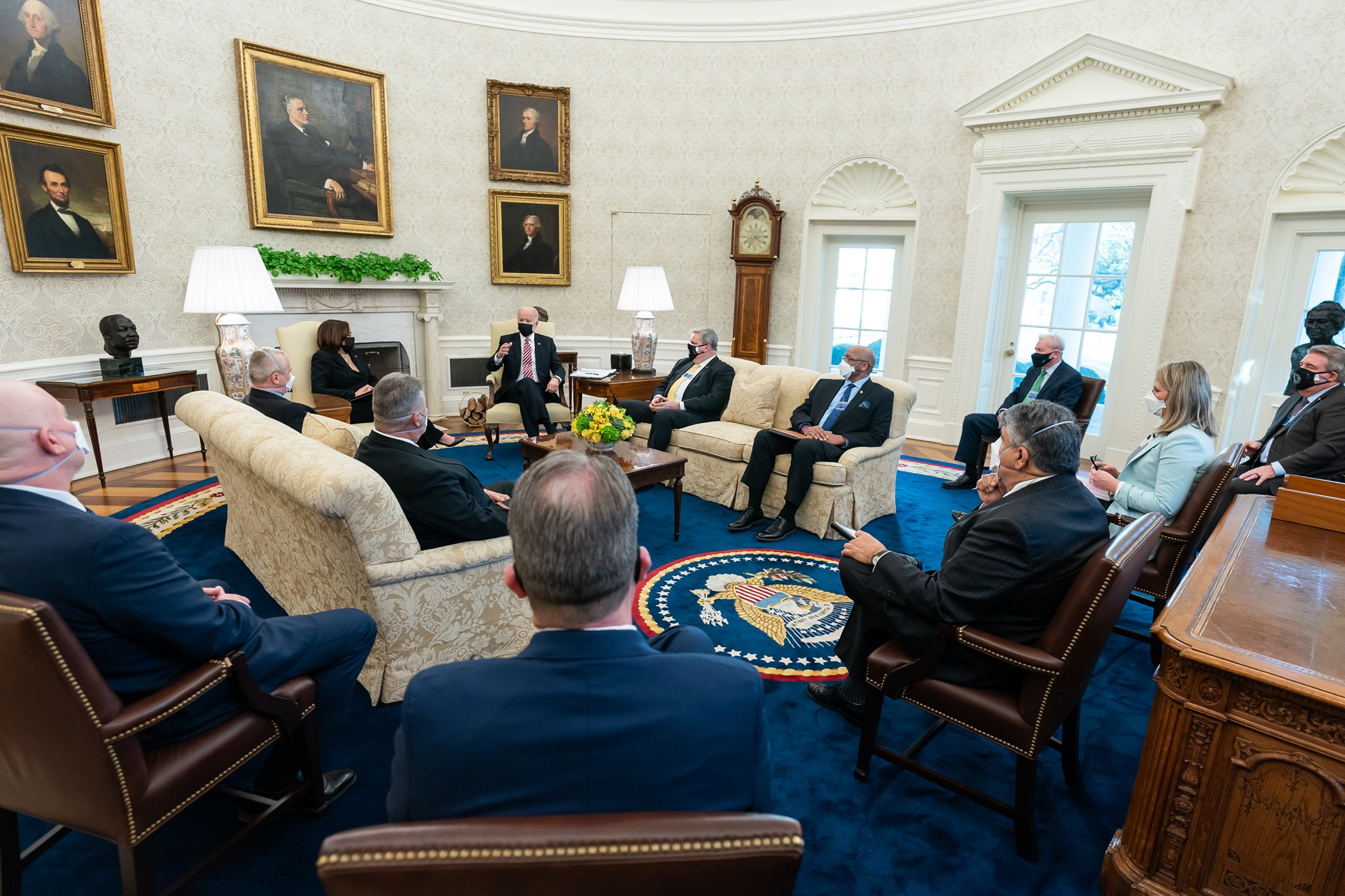
Gewerkschaftsführer besuchen US-Präsident Joe Biden (2021)

In Terry Pratchetts Scheibenwelt-Romanen wird auf das „Ovale Büro“ angespielt, indem der Herrscher der Stadt Ankh-Morpork, Lord Vetinari, im „Rechteckigen Büro“ („Oblong Office“ im englischen Original) seine Regierungsgeschäfte erledigt.
Im Film Hallo, Mr. President (Originaltitel The American President) bezeichnet Präsident Andrew Sheperd (gespielt von Michael Douglas) das Oval Office als „Rec Room“ (Kurzform für Recreation Room), also Erholungsraum / „Freizeitraum“.
In der US-amerikanischen Serie The West Wing von Aaron Sorkin spielt das Oval Office genau die beschriebene Rolle; es dient als Macht-, Planungs- und repräsentatives Zentrum der fiktiven US-Präsidentschaft von Josiah „Jed“ Bartlet (Martin Sheen).
Im Film Das Vermächtnis des geheimen Buches (Originaltitel National Treasure: Book of Secrets) ist das Oval Office zu sehen, als Benjamin Franklin Gates alias Nicolas Cage den „Resolute Desk“ untersucht, um einen Hinweis zu finden, der ihn zu der Stadt aus Gold führen soll.
In den ersten Minuten des Films The Sentinel werden Teile des Weißen Hauses gezeigt. Dabei ist unter anderem das Oval Office zu sehen.
In dem Action-Thriller White House Down wird im Oval Office der fiktive afroamerikanische Präsident James W. Sawyer bewusstlos geschlagen und im weiteren Verlauf das Zimmer durch den Protagonisten des Films mit einem schweren SUV und einer Minigun fast völlig zerstört.
In einer Folge der britischen Science-Fiction-Serie Doctor Who landet die Hauptfigur Der Doktor seine Raum- und Zeitmaschine TARDIS im Oval Office im Jahr 1969, um den Präsidenten der Vereinigten Staaten, Richard Nixon, vor einer drohenden Gefahr zu warnen.
In den US-amerikanischen Serien House of Cards und Designated Survivor, die von Netflix produziert wurden, taucht das Oval Office in einem Großteil der Episoden auf und ist oft zentraler Handlungsort des Geschehens.
Auf einer wahren Begebenheit beruhend, stellt das Oval Office im Spielfilm Elvis & Nixon von 2016 den zentralen Schauplatz einer Begegnung zwischen Rock-’n’-Roll-Star Elvis Presley und US-Präsident Nixon dar.
In der Politsatire The President Show sendet „Präsident Trump“ direkt aus dem Oval Office, um die „Lügenpresse“ zu umgehen.